# 彭應軫
彭應軫（1479年—？），字□徵，直隸河間府獻縣人，民籍，明朝政治人物。

## 生平
弘治十四年（1501年）辛酉科順天鄉試第八十九名舉人，正德六年（1511年）辛未科進士。授興化縣知縣。正德年間，當地發生饑荒，彭應軫來到撫院，請求朝廷能免除當地一年稅收，撫院使者動怒，將彭應軫投入監獄，彭應軫毅然褫解冠服而行，而撫院使者轉變態度，答應彭應軫的請求。後來改任長清縣知縣，升山東按察司僉事。

## 家族
曾祖彭仕敬；祖父彭昭，進士，曾任監察御史；父彭瑁，舉人，曾任知縣。母王氏。具庆下。